# Cantonnier (marque fromagère)
Pour les articles homonymes, voir Cantonnier.
Cantonnier est une marque commerciale apposée sur une série de fromages industriels québécois à pâte demi-ferme, au lait pasteurisé de vache affiné pendant 60 jours, avec 30 % de matière grasse pour une humidité relative de 45 %. 
Ce fromage existe sous 3 déclinaisons :
- Cantonnier
- Cantonnier Poivre noir
- Cantonnier Saveur de fumée

Il est transformé par le groupe d'industrie laitière « Fromage Côté Inc », filiale du groupe Saputo, sous l'enseigne commerciale « Fromagerie Alexis de Portneuf ». 